# 高島兵吉
高島 兵吉（たかしま ひょうきち、1865年8月6日（慶応元年6月15日） - 1946年（昭和21年）2月20日）は、日本の政治家。徳島県鳴門市出身。

## 経歴
板野郡撫養町（現在の鳴門市）で生まれた。後に那賀郡答島で石灰製造業を営んだ。
その後、徳島県会議員を経て1918年（大正7年）に第13回衆議院議員総選挙に繰上補充で当選、1936年（昭和11年）まで通算5回当選した。当初は立憲改進党に所属し、犬養毅に私淑し、行動を共にした。その後、憲政本党、立憲国民党、革新倶楽部、立憲民政党に属した。
1946年（昭和21年）2月20日、82歳で没する。